# Bielskie Błonia

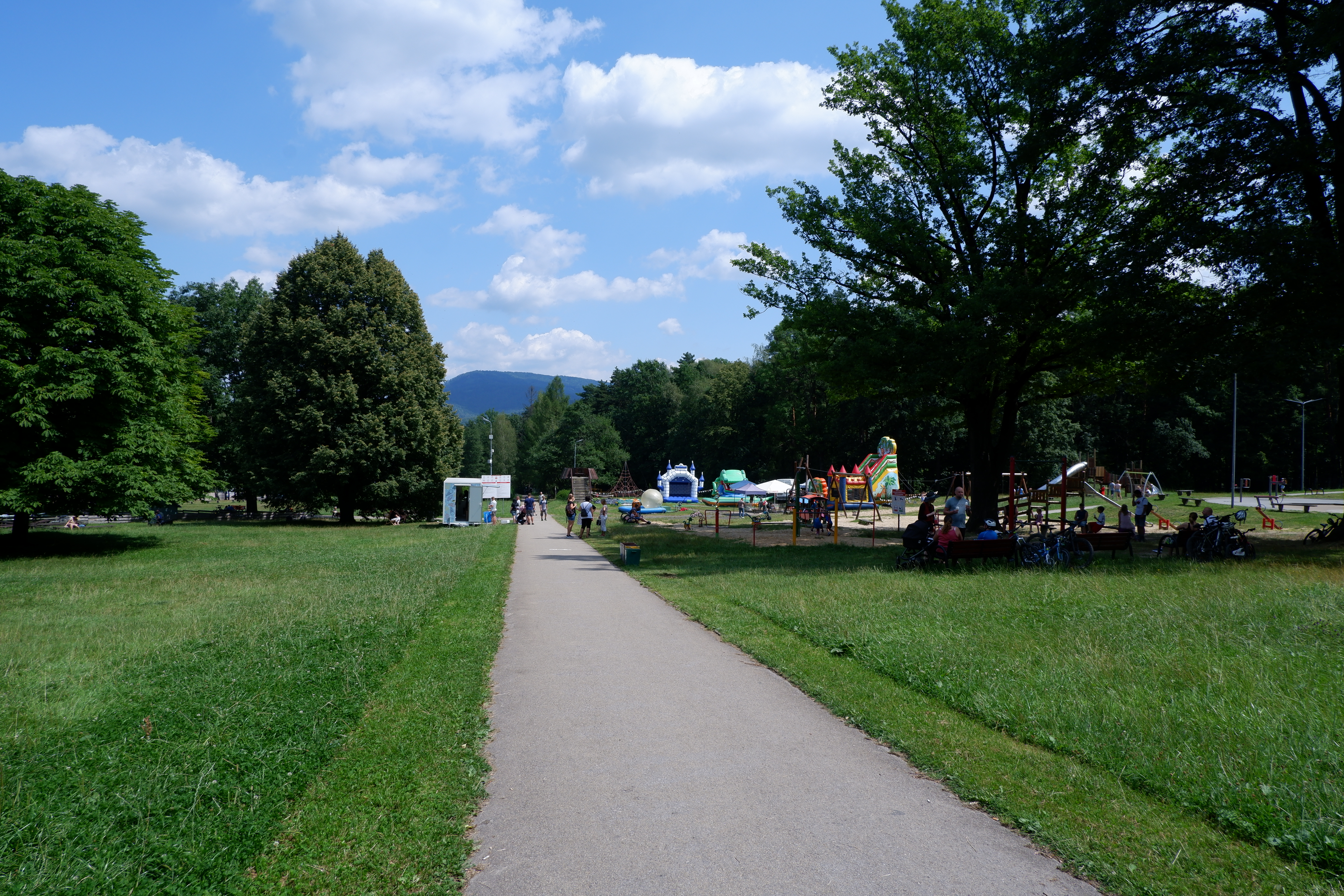
Bielskie Błonia

Bielskie Błonia – tereny rekreacyjne usytuowane w południowej części Bielska-Białej, w dzielnicy Mikuszowice Śląskie, w sąsiedztwie Cygańskiego Lasu, u stóp Koziej Góry. Miejsce wielu koncertów, festynów oraz imprez plenerowych. Znajduje się tu także skatepark, miasteczko ruchu drogowego, park linowy Granda. W bezpośrednim sąsiedztwie położone są: dom wczasowy „Błonie” oraz kemping „Ondraszek”.
Na terenie Błoni znajduje się pochodzący z 1900 pomnik Andrzeja Schuberta oraz datowany na 1817 r. stół ołtarzowy Jan, ustawiony najprawdopodobniej na pamiątkę 300-lecia reformacji w miejscu jednego z „leśnych kościołów” – miejsc, w których luteranie odprawiali tajne nabożeństwa w czasach kontrreformacji. Na Błonia można dojechać autobusami MZK nr: 12, 21 i 24
W pobliżu domu wczasowego Błonie znajduje się rozwidlenie szlaków turystycznych w kierunkach:
- na Klimczok przez Równię – 2.45 h
- na Kozią Górę – 1 h
- do przystanku MZK - 0.15 h